# Mediterranea amaltheae
Mediterranea amaltheae es una especie de molusco gasterópodo de la familia Oxychilidae en el orden Stylommatophora.

## Distribución geográfica
Es  endémica de Grecia. 